# Antonio Becerril
Víctor Antonio Becerril Rodríguez (San Nicolás, 13 de junio de 1953 - Lima, 2 de junio de 2023) es un contador público y político peruano. Es miembro de Fuerza Popular y fue congresista de la república durante el periodo 2000-2001. Fue condenado por los delitos de tráfico de influencias y corrupciónd e funcionarios por el caso "Los Temerarios del Crimen".

## Biografía
Nació en el distrito de San Nicolás, ubicado en la Provincia de Rodríguez de Mendoza del departamento de Amazonas, el 13 de junio de 1953. Es hijo de Wilfredo Becerril Vargas y de Abilia Rodríguez Torres. Es también hermano del controvertido excongresista fujimorista, Héctor Becerril.
Cursó sus estudios primarios en el distrito de Milpuc y los secundarios en el Colegio Nacional San Juan de la ciudad de Trujillo. Entre 1972 y 1978, cursó estudios superiores de contabilidad en la Universidad Nacional de Trujillo.
Es gerente de la Empresa Agroindustrial Tumán.

## Carrera política

### Congresista de la República
Antonio Becerril decide incursionar en la política cuando se adhiere a las filas del fujimorismo y luego en las elecciones parlamentarias del año 2000, Becerril postula al Congreso de la República por la alianza Perú 2000 de Alberto Fujimori con el que buscaba su segunda reelección como presidente de la república. Becerril logró ser elegido como congresista de la república, con 21,900 votos, para el periodo parlamentario 2000-2005. Sin embargo, su cargo luego sería recortado hasta julio del 2001 tras la publicación de los Vladivideos en septiembre del mismo año y luego la vacancia presidencial contra Alberto Fujimori por incapacidad moral tras su fuga hacia Japón. Becerril luego integró la bancada Con Fuerza Perú liderada por María Jesús Espinoza Matos y al culminar su gestión intentó ser reelegido como congresista en las elecciones del 2001 por el partido Todos por la Victoria de Ricardo Flores Chipoco, sin embargo, no resultó reelegido.
Posteriormente, Becerril se trasladó a la ciudad de Chiclayo, ubicado en Lambayeque, y postuló al Gobierno Regional en las elecciones regionales del 2014 por Fuerza Popular y nuevamente en las elecciones regionales del 2018, ambas sin éxito.

## Controversias
El 13 de diciembre del 2018, la Corte Superior de Justicia de Lambayeque dictó 15 días de detención preliminar contra Becerril y su hermano por presuntamente haber integrado la organización criminal "Los Temerarios del Crimen" encabezada por el entonces exalcalde de Chiclayo, David Cornejo Chinguel. Tras estar prófugo por 22 días, en enero del 2019 Becerril decidió entregarse a la justicia. En esta investigación también están involucrados sus hermanos Wilfredo Becerril y Héctor Becerril, este último fue congresista también por las filas del fujimorismo.
Según la fiscalía, Antonio Becerril ayudó, junto al regidor provincial Boris Bartra, a una empresaria a ganar la concesión de la construcción de una planta de transferencia de residuos sólidos a cambio de una coima. Becerril luego fue condenado a 4 años de prisión suspendida por el delito de cohecho activo por un periodo de prueba de 3 años y hasta la actualidad se encuentra en proceso de investigación.